# Пахемнеджер II
Пахемнеджер II (*д/н—1244 до н. е.) — давньоєгипетський діяч XVIII династія, верховний жрець Птаха у Мемфісі за володарювання фараона Рамсеса II.

## Життєпис
Походив зі знатної родини. Син сановника Маху. Про перебіг кар'єри замало відомостей. Першими значними посадами були «Начальник над секретами храмів» та «Той, хто бачить таємниці богів». Згодом отримав ористократичні титули на кшталт «графа» та «Особистий супутник» фараона.
Після смерті Уї близько 1259 року до н. е. стає новим верховним жерцем Птаха. Також призначається на посаду найбільшого начальника над ремісниками, що стало звичайним. Помер близько 1244 року до н. е. Посаду перебрав його старший син Дідіа.
Ймовірно поховано в некрополі в Саккарі, проте гробницю не знайдено. Саркофан Пахемнеджера II зберігається у Британському музеї.

## Родина
Дружина — Хунерої
Діти:
- Дідіа, верховний жрець Птаха
- Рахотеп, чаті за Рамсеса II